# Reino Poutanen
Reino Richard Poutanen (* 21. Februar 1928 in Turku; † 14. April 2007) war ein finnischer Ruderer, der 1956 Europameister und Olympiadritter im Vierer mit Steuermann war.

## Karriere
Bei den Europameisterschaften 1955 belegte der finnische Vierer ohne Steuermann mit Jorma Salonen, Reino Poutanen, Eero Lehtovirta und Kauko Hänninen den dritten Platz hinter den Booten aus Rumänien und aus Dänemark. Zusammen mit Rolf Tuominen trat die gleiche Crew auch im Vierer mit Steuermann an und gewann auch hier eine Bronzemedaille, diesmal hinter den Booten aus Argentinien und aus Schweden.
Im Jahr darauf traten Reino Poutanen und Kauko Hänninen zusammen mit Veli Lehtelä, Toimi Pitkänen und Steuermann Matti Niemi an, die Crew gewann den Titel bei den Europameisterschaften 1956. Bei den Olympischen Spielen 1956 in Melbourne erkämpften die Finnen die Bronzemedaille mit zwei Zehntelsekunden Vorsprung auf das Boot der australischen Gastgeber, es siegte das italienische Boot vor den Schweden. Die Crew trat in Melbourne ohne Matti Niemi auch im Vierer ohne Steuermann an, erreichte aber nicht das Finale.
Reino Poutanen und Kauko Hänninen ruderten auch bei den Olympischen Spielen 1960 in Rom im finnischen Vierer mit Steuermann, schieden aber im Halbfinale aus.